# Љубица Јелисавац Катић
Љубица Јелисавац Катић (Београд, 1967) српски је историчар уметности и ликовни критичар.
Рођена је 5. августа 1967. године у Београду, где је 28. маја 1992. године дипломирала на Филозофском факултету Универзитета у Београду, група за историју уметности и стекла стручни назив - дипломирани историчар уметности. Од 1994. године у континуитету се бави се ликовном критиком и кустоским послом. Објавила је на стотине прилога у дневним листовима и часописима (Политика, Културна хроника за Земун, Овдје, Књижевне новине, Ликовни живот, Свеске, Репортер, Квадарт, Преступ, Град, Статус, Белгест...) и својом уводном речју отворила бројне самосталне и колективне изложбе. Аутор многих интервјуа са познатим личностима, пре свега, са ликовним уметницима, дизајнерима и архитектама. Пише кратке приче и редовно их објављује у часописима за културу и уметност („Стремљења”...) и зборницима. Причу „Велики и мали град” жири Просвјетиног конкурса у Шамцу 2013, предложио је за откуп.
Члан је Друштва историчара уметности Србије, УЛУПУДС-а, УНС-а и AICA Србија.

## Радно искуство и статус
- 1995-1996. На Институту за историју уметности, Филозофског факултета у Београду, као сарадник-истраживач обављала приправнички стаж.
- 1996-2009. била је у статусу самосталног уметника,
- Друга половина 90-их, стални хонорарни сарадник “Београдских новина”
- 1998–2006. Blic press, стални, свакодневно ангажовани, хонорарни сарадник, по уговору, на пословима новинара културне рубрике и ликовног критичара са редовном колумном.
- 2006-2008. стални хонорарни сарадник „Jat New Review“,
- 2011-2013. сарадник магазина Casaviva Srbija, текстови о архитектури, дизајну...
- 2013-2014. ангажована као главни кустос у УЛУПУДС-у, Кустос 47. Међународног Златног пера Београда, Кустос 45. Мајске изложбе, Велике ретроспективне изложбе УЛУПУДС-а 1953-2013, Велике ретроспективне изложбе сценографије и костимографије чланова УЛУПУДС-а, 46. Мајске изложбе УЛУПУДС-а 2014, Бијенала таписерије 2014, 9. међународне изложбе Златни осмех, 2014.

### Семинари и курсеви
- 1992. Новинска агенција „Тикер“, Београд, тромесечни курс агенцијског новинарства и пракса
- Од 1993. године похађала последипломске студије на Филозофском факултету у Београду, (предмет – модерна).

## Рад у стручним комисијама (избор)
- 2000-2004. Уметнички савет УЛУПУДС-а,
- 2001. Жири XI бијенала југословенског студентског цртежа, Нови Београд,
- 2002. Жири XI бијенала југословенске студентске графике, Нови Београд,

- Жири за илустрацију на Сајму књига,

2002-2004. председник Уметничког савета УЛУПУДС-а, као први историчар уметности у тој улози, од оснивања удружења,
- 2003. Председник Жирија XII бијенала студентског цртежа Србије и Црне Горе,
- 2004. Жири Пролећне изложбе УЛУС-а,

- Одбор за награду „Павле Васић“,

- 2005. председник Жирија за награде Мајске изложбе УЛУПУДС-а,

- Фестивал дигиталне уметности „ArtTech“, Панчево,

- 2006. Савет галерија ДК „Студентски град“, Нови Београд,

- Жири за награду смотре „Мини арт сцена“, Београд,
- Жири смотре „Цртеж 2006“, Културни центар Шабац,
- Савет Галерије Дома културе, Чачак,

- 2006—2009. Одбор секције фотографа УЛУПУДС-а, избор нових чланова те секције,
- 2007. Комисија за ликовне колоније Министарства културе Републике Србије,

- Жири 14. бијенала керамике Београд, Галерија „“, Београд,

- 2009. Жири за награде на међународној изложби цртежа, Галерија „Траг“, Сремчица,[1]

- Жири за награде на изложби „Цртеж 2009“, Културни центар Шабац,

- 2010. члан Жирија за награде Првог међународног бијенала акварела, Београд,

- Председник Жирија за награде 14. пролећног анала, Ликовни салон ДК Чачак,

- 2012. Члан савета Ликовне галерије Културног центра у Панчеву,

- Члан Жирија за награде Пролећне изложбе УЛУС-а

## Књиге (избор)
- 2002. коаутор текстова у књизи: „Водич кроз манастире и цркве Србије и Црне Горе“ (Деxин, Београд, 2002) и у енглеском издању (2005), дигитализација 2014-2015.
- 2007. уређивала и написала већи број текстова за књигу „Пет година О3one-а“,
- 2008. коаутор у књизи „Полиглота, вишејезични речник“, Београд (издање представљено у Педагошком музеју у Београду),
- 2009. заступљена својом критиком, у књизи „Пажња – критика!“, Културни центар Београда,
- 2008. коаутор у књизи “Полиглота, вишејезични речник”, Београд (издање представљено у Педагошком музеју у Београду),
- 2009. заступљена својом критиком, у књизи “Пажња – критика!”, Културни центар Београда,
- 2013. координира рад на објављивању монографије УЛУПУДС-а и припрема текст о керамици.

## Изложбе-ауторски пројекти (избор)
- 2000. Селекција радова и текст у каталогу Перспективе XXVII, уметници по избору Љ. Ј. К.: Александар Јестровић Јамесдин и Анита Бунчић, Галерија Андрићев венац,
- 2004/2005. „Нико као ја“, Аутопортрет младих (тридесет аутора), галерије ДК Студентски град, Нови Београд,
- 2005. „Лед у мају“, селекција, текст, каталошки подаци и поставка 9. пролећног ликовног Анала, Галерија ДК Чачак,

- Пројекат „Додир“, са фотографима Александром Келићем и Зораном Миловановићем, текст у каталогу изложбе, на ЦД -у и у поставци, Модерна галерија, Лазаревац,

- 2006. „Видим себе“, учесници: Александра Костић-Димитријевић, Горан Малић и Љубица Јоцић, Галерија "Сингидунум", Београд,
- 2007. „E-nimacija“, Пет година на интернету Игора Ћорића, Галерија „“, Београд,
- 2012. организовала малу ретроспективу УЛУПУДС-ове награде на Сајму намештаја, заједно са арх. Аном Михаиловић.

## Текстови (најужи избор)
- 1999. „Котрљам кроз време“, Изложба керамичких радова Тијане Дујовић-Лишчевић, критика, Књижевне новине
- 2002. , Галерија Konstanz, Wessenberg.

- Изложба на добитниците на награди на XI биенале на југословенски студентски цртеж (каталог) Салон II, Културно-информативен центар, Скопје

- 2004. „Акварели и слике Душана Ђокића“, каталог изложбе, Кућа Ђуре Јакшића, Београд
- 2005. „Марија у земљи руда“, каталог изложбе „Бор“, Марије Јанковић, Галерија Artget КЦБ-а, Београд

- Каталог изложбе Драгана Најдановића, Галерија Графички колектив, Београд

- 2006. каталог изложбе Зорке Стевановић, Галерија „Сингидунум“, Београд, Галерија ДК Чачак
- 2007. „Логаритам скривеног“, каталог изложбе Горана Малића, Галерија Heart, Београд

- 14. бијенале керамике Београд, каталог изложбе, Галерија „“, Београд
- „Свет испод шешира“, самостална изложба радова на папиру Милана Цилета Маринковића, текст у каталогу, преведен на франц., Галерија Библиотеке града Београда

- 2008—2006, каталози изложби - Yu press photo, Artget КЦБ-а, Београд
- 2009. „Дневник капетанове жене“, каталог изложбе Александре Костић Димитријевић, Галерија 73, Београд
- 2010. Текст у каталогу излозбе Здравка Велована, Галерија Мостови Балкана, Крагујевац

- Текст у каталогу самосталне излозбе Зорана Јовановица Доботина, Галерија 107, Земун

- 2014. Аутор стручног текста у каталогу самосталне изложбе Златка Цветковића, Музеј примењене уметности, Београд

## Трибине (избор)
- 2000. Модератор трибине о књизи „Од авангарде до Аркадије“ (приредила: Ирина Суботић), Галерија Културног центра Београда
- 2005. Модератор трибине „Дизајн и визуелна култура“, радни део међународног Фестивала графичких комуникација „No Name 2“ Чачак
- 2007. Модератор разговора о Вељку Петровићу, у организацији Куће легата, Сајам књига, Београд
- 2012. организовала и водила УЛУПУДС-ов округли сто, заједно са арх. Аном Михаиловић, Сајам намештаја (учесници: проф. Рајко Бочина ФПУ, дизајнери Небојша Јоксимовић...).

## Уметничке колоније
- 1998. Ртањ, Бољевац (међународна),
- 2005. Студеница (међународна),

- Ликовна колонија „Керамика Злакуса“,

- 2006. међународна студентска ликовна колонија „Дечје село“ , Сремска Каменица,
- 2007. Ртањ, Бољевац (међународна),
- 2009. Приједор (међународна),[3]
- 2012. селектор традиционалне УК „Сопоћанска виђења”, Нови Пазар.

## Награде и признања
- Захвалница Музејског друштва Србије, 2003.
- Годишње награде УЛУПУДС-а, за стваралачке резултате у 1997, 2000. и 2006. години.